# Walter Brück
Walter Delano Brück, född 30 november 1900 i Wien, Österrike, död 28 augusti 1968 i Monterey, Kalifornien, var en österrikisk ishockeyspelare. Han var bror till Herbert Brück.
Brück var med i laget som kom på delad femte plats i Olympiska vinterspelen i Sankt Moritz 1928.